# Botorrita (kommunhuvudort)
Botorrita är en kommunhuvudort i Spanien.   Den ligger i provinsen Provincia de Zaragoza och regionen Aragonien, i den nordöstra delen av landet, 250 km nordost om huvudstaden Madrid. Botorrita ligger 393 meter över havet och antalet invånare är 474.
Terrängen runt Botorrita är kuperad åt nordost, men åt sydväst är den platt. Botorrita ligger nere i en dal. Runt Botorrita är det glesbefolkat, med 9 invånare per kvadratkilometer. Närmaste större samhälle är Delicias, 18,8 km nordost om Botorrita. Omgivningarna runt Botorrita är i huvudsak ett öppet busklandskap.